# Departamento Utracán

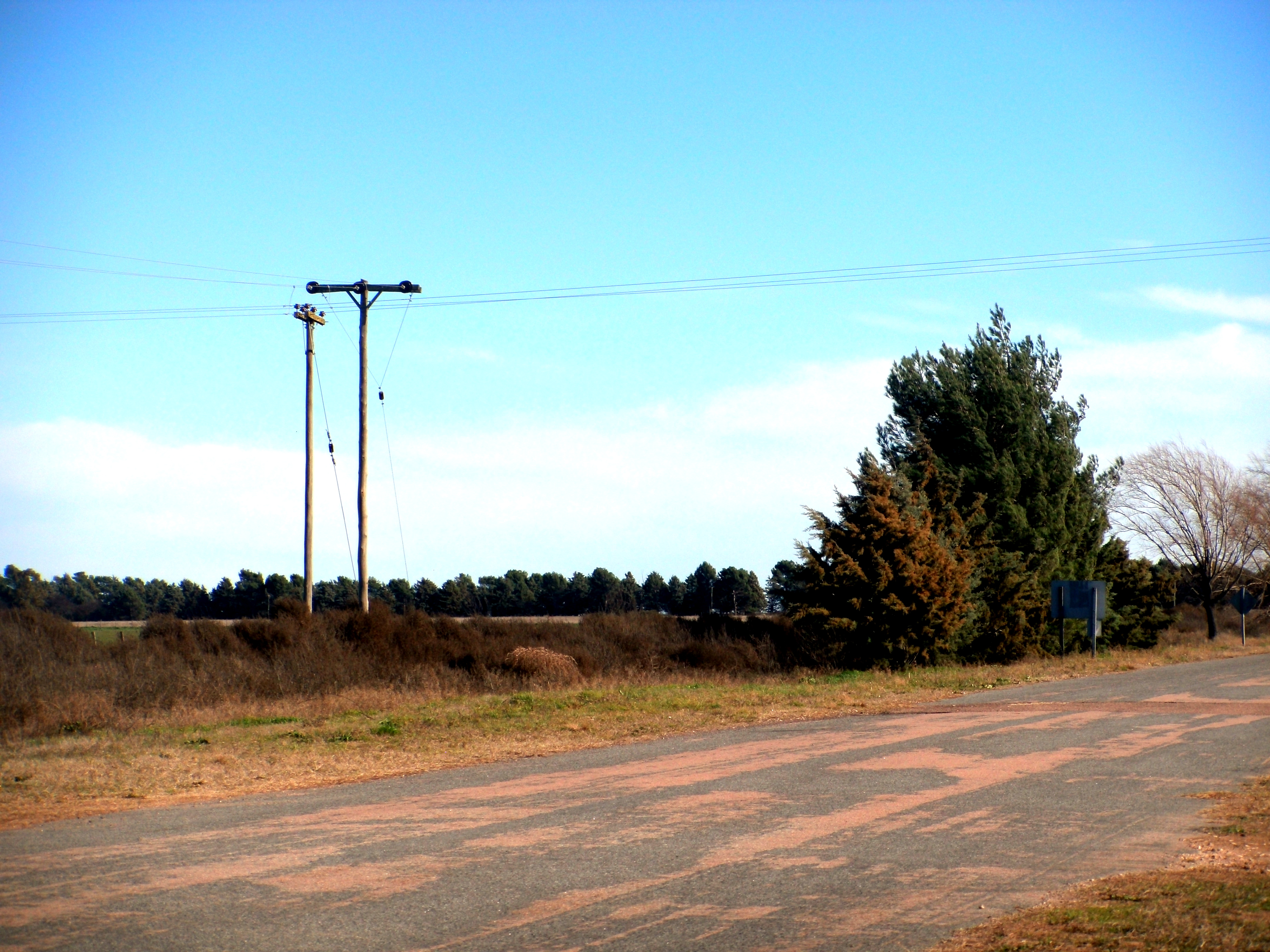
Entorno rural del pueblo Unanue.

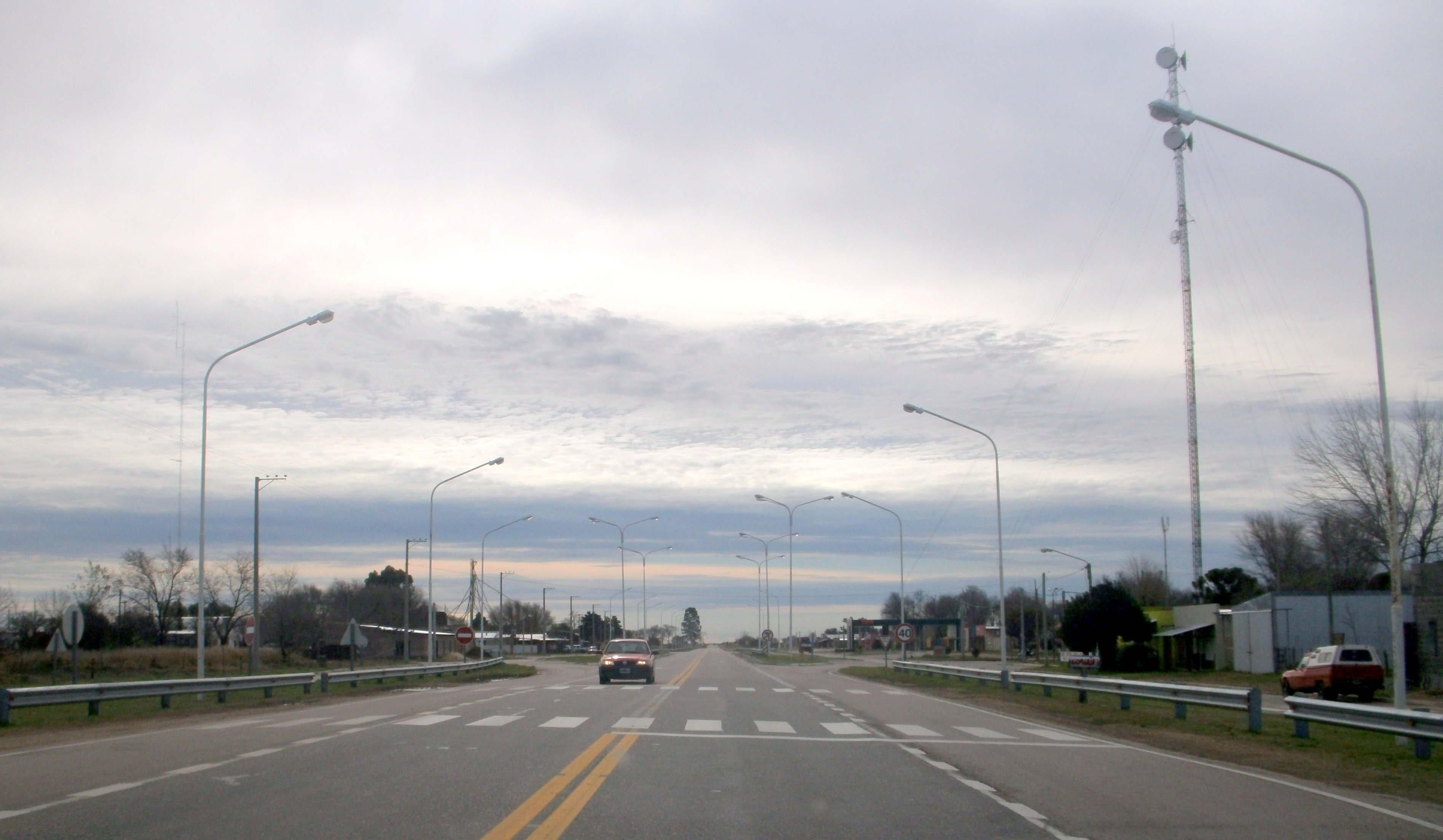
El pueblo de Ataliva Roca desde la ruta.

Utracán es uno de los 22 departamentos en los que se divide la provincia de La Pampa en Argentina.

## Gobiernos locales
Su territorio se divide entre:
- Municipio de General Acha (parte de su zona rural está en el departamento Lihuel Calel)
- Municipio de Ataliva Roca (se extiende también sobre la localidad de Naicó y zona rural del departamento Toay y sobre una zona rural del departamento Atreucó)
- Municipio de Quehué
- Comisión de fomento de Chacharramendi
- Comisión de fomento de Colonia Santa María (parte de su zona rural está en el departamento Guatraché)
- Comisión de fomento de Unanue (parte de su zona rural está en el departamento Hucal)

## Superficie, límites y accesos

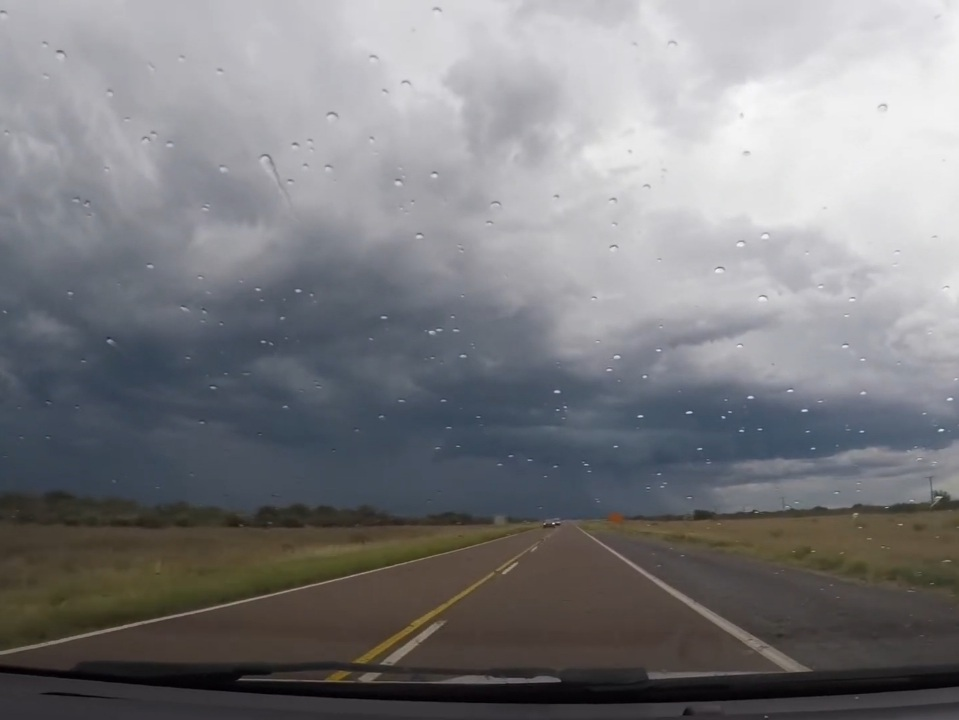
Inicio de ruta Utracan - la Palma

Posee 12 967 km² lo que lo convierte en el tercer departamento pampeano más extenso. Limita al norte con los departamentos de Toay y Loventué, al este con los departamentos de Atreuco y Guatrache, al sur con los departamentos Hucal, Lihuel Calel y Curacó y al oeste con el Departamento Limay Mahuida.
Se accede al departamento por las rutas nacionales RN 143 y RN 152 y provinciales RP 15 y RP 20.

## Toponimia
Según distintos investigadores, el nombre «Utracán» proviene de la expresión mapuche que significa «empinado» o «parado» en referencia a las barrancas del valle de Utracán, o bien «sitio de pastura» o de «buenos pastos» o de «invernada» en referencia a las praderas características de la región, conocidas desde hace siglos por los pueblos que habitaban la zona.

## Población

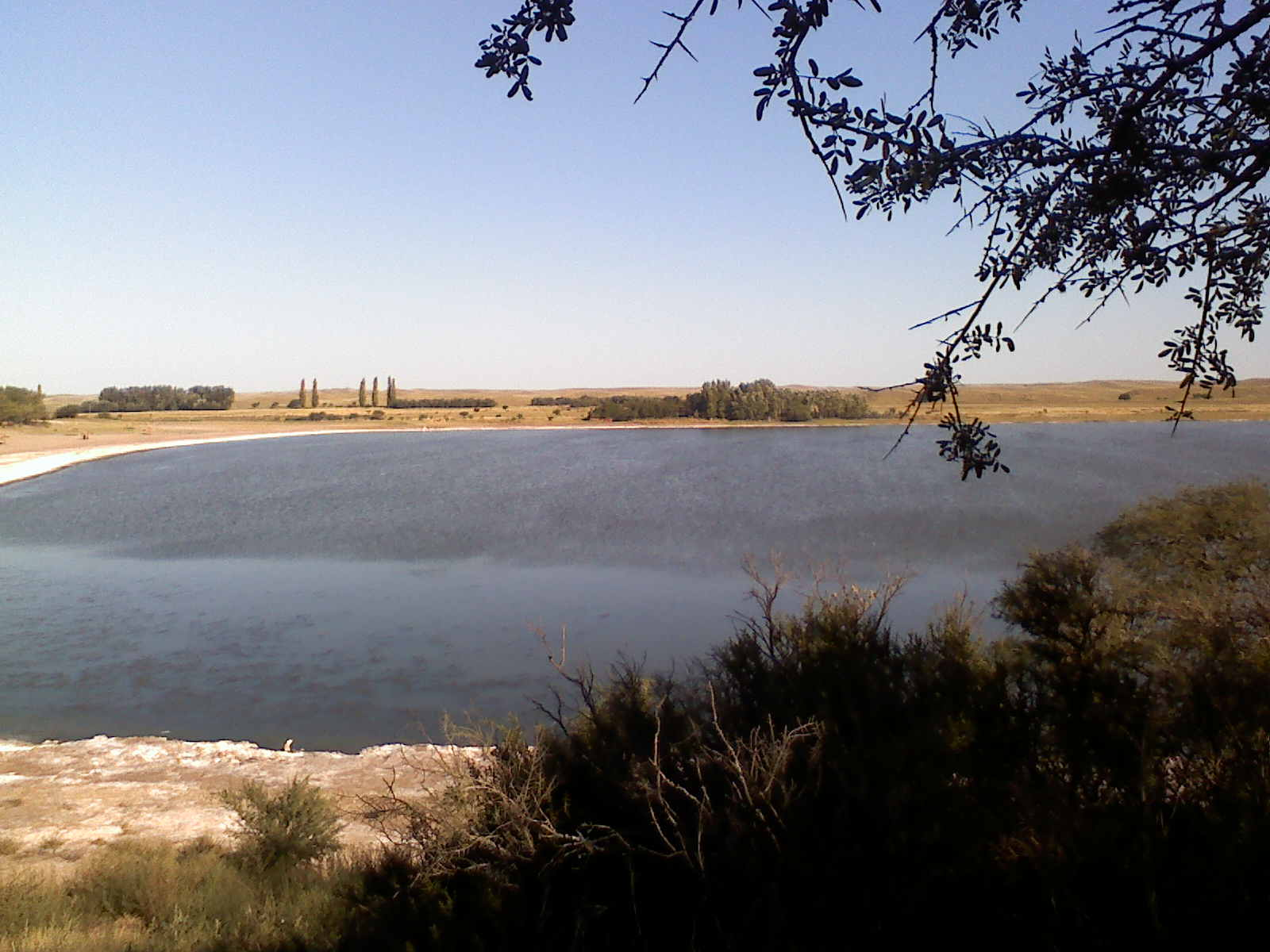
Laguna Utracán

El departamento contó con 17 802 habitantes (Indec, 2022), lo que representó un incremento del 20% frente a los 14 839 habitantes (Indec, 2010) del censo anterior.

Este dato tornó al departamento como el tercero de mayor crecimiento en la provincia.
La localidad de General Acha cuenta con 12 583 habitantes (Indec, 2010).
| Gráfica de evolución demográfica de Departamento Utracán entre 1991 y 2022 |
|                                                                            |
| Fuente: censos nacionales del INDEC                                        |

## Economía
El departamento Utracán forma parte de la Microrregión 8, uno de los sectores en los cuales el Ministerio de la Producción de La Pampa subdividió virtualmente a la provincia, a los efectos del análisis de la problemática regional y la definición y puesta en marcha de planes de desarrollo. La ciudad de General Acha, cabecera de Utracán es el núcleo urbano principal de la microrregión. En su entorno las actividades agropecuarias principales son el cultivo de trigo y la ganadería bovina.